# Cattedrale di San Marco Argentano
La cattedrale di San Nicola è il principale luogo di culto della città di San Marco Argentano, in Calabria, e cattedrale della diocesi di San Marco Argentano-Scalea.

## Storia
La chiesa di San Nicola è stata costruita nell'XI secolo sulle rovine di un tempio sacro a Poseidone, ha mantenuto la fisionomia originale fino ai primi decenni dell'XVII secolo. Tra il 1930 e il 1950 l'edificio ha subito lavori di restauro che provocarono il crollo della facciata e l'eliminazione del campanile, contestualmente venne rinvenuta la cripta normanna dell'XI secolo. La cattedrale fu quindi consacrata nuovamente e aperta definitivamente al culto da mons. Michele Rateni il 2 maggio 1952.

## Descrizione
La cattedrale presenta impianto di basilica a tre navate con un'ampia abside. La navata centrale è articolata in quattro ampie campate con volte a crociera ogivale. La parete absidale retrostante l'altare maggiore è decorata da quattro grandi tele del 1998, raffiguranti la Vestizione di San Daniele, San Ciriaco Abate, i Santi Martiri Argentanesi Senatore, Viatore e Cassiodoro e la Guarigione di Santa Dominata. Finestre romaniche rivestite di vetri istoriati illuminano l'interno.
La navata minore lungo il fianco sinistro ospita la cappella della Madonna del Rosario. A destra, lungo l'altra navata, si trova la cappella del Sacro Cuore di Gesù, al cui interno è custodito il tabernacolo rinascimentale in marmo. È presente quindi una tela di San Nicola di Mira, copia dell'originale del XV secolo inopinatamente collocata negli edifici del vescovado. Dalle navate laterali della cattedrale si accede alla cripta.